# Mário Silva (futbolista)
Mário Fernando Magalhães da Silva, conocido como Mário Silva (nacido el 24 de abril de 1977; pronunciación en portugués: /ˈmaɾiu ˈsiɫvɐ/), es un exfutbolista y entrenador portugués que jugó como lateral izquierdo. Actualmente dirige al Al-Najma de la Liga Profesional Saudí.

## Carrera como futbolista
Mário Silva nació en la ciudad de Oporto. Creció futbolísticamente en el club local Boavista F.C. en el club fue progresando a través de los diferentes niveles del club. Posteriormente fichó por diferentes clubes de Europa, tales como F.C. Nantes, F. C. Oporto, Recreativo de Huelva y Cádiz C. F., regresando al Boavista F.C. en julio del año 2006. No obstante tuvo que abandonar finalmente el club de Boavista tras 2 años debido a los impagos de sueldos que se estaban dando en el club. Su litigio con el club de Boavista no sería solucionado hasta marzo del año 2010.
Silva disfrutó sus años mejores en el F. C. Oporto, donde jugó junto a Nuno Valente en un equipo que llegó a conquistar la Copa de la UEFA 2002-03 y la Liga de Campeones de la UEFA del año siguiente, mientras a su vez lograba títulos consecutivos de la Primeira Liga bajo las órdenes de José Mourinho. Estando aún en el F. C. Oporto, el 27 de marzo de 2002, disfrutó de su primera y única internacionalidad con la Selección absoluta de Portugal, en un encuentro amistoso que acabó con derrota portuguesa por 1-4 frente a la Selección de Finlandia.
A mitad de la temporada 2008-09, Mário Silva decidió marcharse a Chipre donde fichó por el Doxa Katokopias F.C. de la Primera División de Chipre. Sin embargo, fue rescindido tras solo un par de meses en el club chipriota, decidiendo retirarse en verano tras no haber podido encontrar un nuevo equipo.

## Carrera como entrenador
En el año 2010, Mário Silva comenzó a trabajar como entrenador, ejerciendo como entrenador juvenil en las categorías base del Boavista F.C. y como segundo entrenador en el equipo senior. En junio del año siguiente, con el equipo todavía en tercera división, fue nombrado sucesor de Filipe Gouveia, haciéndose cargo del equipo como primer entrenador. No obstante, dimitió de su cargo apenas cinco meses después de comenzar la competición, citando la falta de pagos como la razón de su salida.
Posteriormente regresó a Oporto, donde ejerció como entrenador de varios equipos juveniles y llevó a la sub-19 a obtener la Liga Juvenil de la UEFA 2018-19. Sin embargo, fue reemplazado por Tulipa poco después.
El 16 de septiembre de 2019, se hizo oficial su contratación por parte de la U.D. Almería para dirigir las bases del conjunto almeriensista, siendo nombrado de la academia del club.En junio del 2020, el tándem luso Nandinho-Mario Silva se hicieron cargo del equipo hasta final de temporada, tras la destitución de Guti. No obstante, el 27 de julio, fue destituido de su cargo tras no lograr cumplir los objetivos fijados por la directiva.
El 3 de agosto de 2020, fichó por el Rio Ave y firmó un contrato por dos temporadas. En la UEFA Europa League, el equipo fue eliminado en los play-offs por el AC Milan tras perder 9-8 en la tanda de penaltis. El 30 de diciembre, fue relevado de sus funciones después de una serie de malos resultados que ubicaban al club cerca de los puestos del descenso.
Silva se convirtió en el cuarto entrenador de la temporada del Santa Clara el 10 de enero de 2022, firmando un contrato de corto plazo. Si bien concluyó la campaña en el séptimo lugar y firmó un nuevo contrato hasta 2024, fue destituido de su cargo cerca del aniversario de su nombramiento, con el equipo ubicado en la 15ª posición.
El 7 de julio de 2024, asumió al frente del Al-Najma. En mayo de 2025, obtuvo el ascenso a la Liga Profesional Saudí tras vencer al Ohod y devolvió al club a la máxima categoría después de 22 años de ausencia.

## Clubes

### Como jugador
| Club                 | País     | Año       |
| -------------------- | -------- | --------- |
| Boavista             | Portugal | 1995-2000 |
| Nantes               | Francia  | 2000-2001 |
| F.C. Oporto          | Portugal | 2001-2004 |
| Recreativo de Huelva | España   | 2004-2005 |
| Cádiz C.F.           | España   | 2005-2006 |
| Boavista             | Portugal | 2006-2008 |
| Doxa Katokopias      | Chipre   | 2009      |

### Como entrenador
| Club               | País           | Año           |
| ------------------ | -------------- | ------------- |
| Boavista           | Portugal       | 2011          |
| FC Oporto (sub-19) | Portugal       | 2018-2019     |
| U.D. Almería       | España         | 2020          |
| Rio Ave            | Portugal       | 2020          |
| Santa Clara        | Portugal       | 2022-2023     |
| Al-Najma           | Arabia Saudita | 2025-presente |

## Palmarés

### Como jugador
Boavista F.C.
- Copa de Portugal: 1996–97
- Supercopa de Portugal: 1997

Nantes
- Ligue 1: 2000-01

F.C. Oporto
- Primeira Liga: 2002–03 y 2003–04
- Copa de Portugal: 2002–03
- Supercopa de Portugal: 2001
- Liga de Campeones de la UEFA: 2003-04
- Liga Europa de la UEFA: 2002-03

### Como entrenador
F.C. Oporto
- UEFA Youth League: 2018–19